# Polesie (Płońsk)
Pour les articles homonymes, voir Polesie (homonymie).
Polesie (prononciation : [pɔˈlɛɕɛ]) est un village polonais de la gmina de Baboszewo dans le powiat de Płońsk de la voïvodie de Mazovie dans le centre-est de la Pologne.
Il se situe à environ 10 kilomètres au nord de Baboszewo (siège de la gmina), 16 kilomètres au nord de Płońsk (siège du powiat) et à 78 kilomètres au nord-ouest de Varsovie (capitale de la Pologne).

## Histoire
De 1975 à 1998, le village appartenait administrativement à la voïvodie de Ciechanów.